# Tháng Một
Tháng Một (tháng 1 - tháng Januariô) là tháng đầu tiên trong lịch Gregorius, có 31 ngày. Trong âm lịch, tháng đầu tiên gọi là tháng Giêng. Ngoài ra, người Việt xưa kiến Tý lấy tháng thứ mười một âm lịch làm đầu năm, nên cũng đã gọi tháng này là tháng một. Cách nói "một, chạp, giêng, hai" đã quen thuộc và trở thành câu nói cửa miệng của người Việt.

## Sự kiện
- 1959: Quốc khánh nước Cộng hòa Cuba
- 1960: Hồ Chí Minh ký sắc lệnh công bố Hiến pháp 1959 của Việt Nam Dân chủ Cộng hòa
- 1968: Sự kiện Tết Mậu Thân

## Sinh
- 1756 – Wolfgang Amadeus Mozart , nghệ sĩ dương cầm và nhà soạn nhạc người Áo (m. 1791)